# Tube map

Das Underground-Logo

Die Tube map ist ein schematischer Liniennetzplan der Linien, Stationen und Angebote der Londoner U-Bahn (offiziell the Underground, auch genannt Tube). Die erste schematische Karte wurde 1931 von Harry Beck entworfen. Seitdem wurde sie beständig erweitert, unter anderem um die Docklands Light Railway, London Overground, Elizabeth line, Tramlink und die Seilbahn London Cable Car.
Im Jahr 2006 wurde der Liniennetzplan in die Top Ten der britischen Design-„Ikonen“ des 20. Jahrhunderts gewählt, gemeinsam mit der Concorde, dem Mini, dem Jagdflugzeug Supermarine Spitfire, der roten Telefonzelle und dem Londoner Routemaster-Doppeldeckerbus.

## Geschichte

### Frühere Liniennetzpläne
Londons U-Bahnen wurden ursprünglich von verschiedenen unabhängigen Verkehrsunternehmen betrieben, sodass es keine Pläne des vollständigen Netzes gab, sondern nur Pläne jedes einzelnen Unternehmens. Diese Karten waren nicht schematisch angelegt, sondern die Linie wurde geographisch eingezeichnet.
1907 veröffentlicht die Zeitung The Evening News eine „Tube Map“, die alle Linien gleichberechtigt darstellte. Sie war zudem die erste Karte, in der für jede Linie eine andere Farbe verwendet wurde.

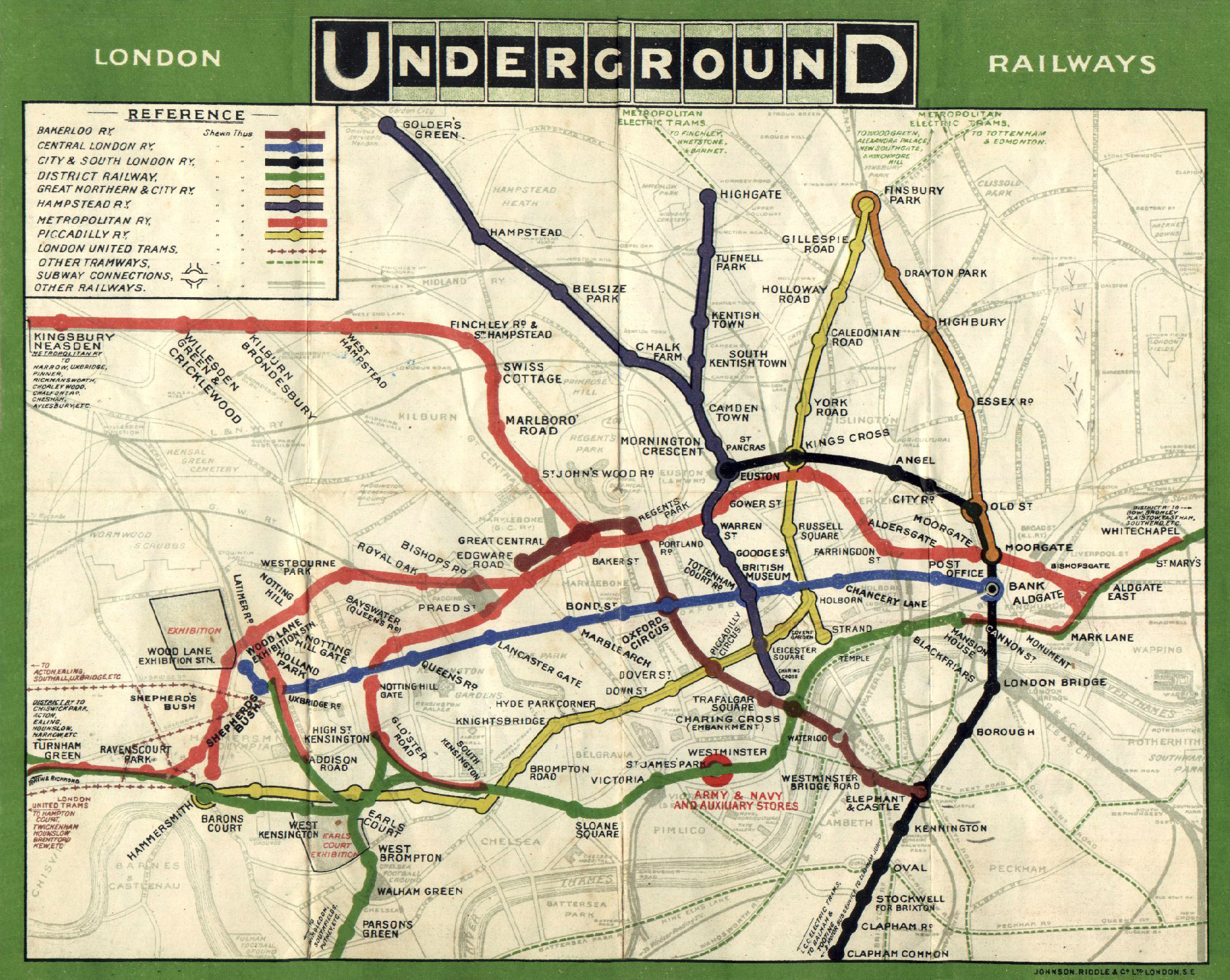
Londoner U-Bahn-Netz, 1908

Im Jahr darauf veröffentlichte die Underground Electric Railways Company of London (UERL) in Zusammenarbeit mit den vier anderen U-Bahn-Gesellschaften eine gemeinsame Karte, in der erstmals „Underground“ als einheitliche Bezeichnung für das U-Bahn-System verwendet wurde. Diese Karte zeigt acht Linien – vier der UERL und je eine der vier anderen Gesellschaften:
- UERL-Linien:
  - Bakerloo Railway – Braun
  - Hampstead Railway – Indigo
  - Piccadilly Railway – Gelb
  - District Railway – Grün
- Linien anderer Gesellschaften:
  - Central London Railway – Blau
  - City and South London Railway – Schwarz
  - Great Northern and City Railway – Orange
  - Metropolitan Railway – Rot

Die nicht-schematische Darstellung auf einer Karte führte zu Einschränkungen dieser ersten Karten: Die Außenäste der District Line und der Metropolitan Line mussten weggelassen werden, damit die Innenstadt, in der das U-Bahn-Netz besonders eng ist, ausreichend übersichtlich dargestellt werden konnte. Die Problematik, dass nicht das gesamte Netz dargestellt wurde, bestand fast ein halbes Jahrhundert. Auch wenn die westlichen Außenäste der District und Piccadilly Line zum ersten Mal 1933 in dem Plan von Harry Beck erschienen, dauerte es bis 1938, bis der Metropolitan-Line-Abschnitt nordwestlich der Station Rickmansworth mit abgedruckt wurde; das östliche Ende der District Line erschien erst Mitte der 1950er auf dem Plan.
Der Liniennetzplan wurde in den Folgejahren weiterentwickelt und in verschiedenen Formaten herausgegeben, bis 1920 in einem Plan von MacDonald Gill, wobei der Stadtplan als Hintergrund entfernt wurde. Dies erlaubte eine größere Flexibilität bei der Darstellung der Linien und Stationen, der Linienverlauf war nun stilisierter, blieb aber weitestgehend dem geografischen Prinzip verbunden. 1932 wurde der letzte geografische Liniennetzplan veröffentlicht, bevor Becks schematischer Plan eingeführt wurde.

### Becks Liniennetzplan
Den ersten schematischen Plan von Londons U-Bahn-System erstellte Harry Beck, ein arbeitsloser technischer Zeichner, 1931. Beck begriff, dass die geografische Lage der Stationen für die meisten Reisenden nicht relevant war, da die U-Bahn zum großen Teil in Tunneln verläuft. Für sie sind Umsteigemöglichkeiten wichtiger, die ungefähre Lage reicht. Dieser von Beck gewählte Ansatz entspricht dem elektrischer Schaltpläne. Während solche Schaltpläne nicht die Vorlage für Becks Karten waren, wiesen seine Kollegen auf die Ähnlichkeiten hin; er habe daraufhin eine Scherzkarte erstellt, bei der er die Stationen durch Schaltkreissymbole ersetzte.
Beck entwarf einen vereinfachten Plan auf einer karierten Doppelseite eines Aufgabenheftes, in dem er die Bahnstrecken durch vertikal, horizontal oder in 45°-Diagonalen verlaufende farbige Linien darstellte. Als grobe Orientierung diente die vereinfachte Darstellung der Themse. Die Stationen wurden mit jeweils gleichen Abständen auf den Linienabschnitten zwischen den Linienkreuzungen und den Endstationen im gleichen Farbton verteilt. Um Umsteigeverbindungen hervorzuheben, unterschied Beck zwischen normalen Stationen – im ersten Entwurf 1931 wurden sie zunächst durch eine gefüllte Kreisscheibe dargestellt – und Umsteigestationen (auch zu denen der anderen Eisenbahnen) – diese wurden zunächst durch einen Hohlkreis dargestellt, alsbald aber mit einer Raute markiert. Da die Kreisscheiben der einfachen Stationen recht schwer erschienen, wurden diese nun durch fette Querstriche dargestellt, die zu der Seite der Linie platziert wurden, auf der sich die Beschriftung befand.
Der Public Manager von London Underground stand dem Plan Becks anfänglich skeptisch gegenüber, das Design wurde als zu revolutionär und für die Öffentlichkeit unverständlich erachtet. Dennoch wurde im Januar 1933 eine gedruckte Auflage von 750.000 Exemplaren als Faltplan getestet. Der Plan wurde ein großer Erfolg, bereits einen Monat später im Februar wurden 100.000 Stück nachgedruckt. Im März folgten die ersten 2.500 Drucke in Postergröße. Die Darstellung wurde schnell populär und bot der gerade entstehenden Verwaltung zum Betrieb fast aller öffentlichen Verkehrsmittel (U-Bahn, Straßenbahn, Bus und Trolleybus) im Großraum London London Passenger Transport Board (LPTB), kurz London Transport, ein sehr gutes Hilfsmittel und Ausgangspunkt für gut gestaltete Informationsmittel im ÖPNV.
Trotz der Komplexität der Planerstellung wurden Beck nur zehn Guinee (£10-10s-0d, heute umgerechnet etwa 440 €) für die Faltkarten- und fünf Guinee (£5-5s-0d, 220 €) für die Posterausgabe gezahlt. Beck führte den Liniennetzplan bis 1960 fort, danach endete seine Freianstellung abrupt. Während dieser Zeit arbeitete er neue Stationen und Linien ein, auch veränderte er das Design: Umsteigestationen werden nun durch einen Kreis und nicht mehr durch eine Raute markiert. Auch die Farbe einzelner Linien wurde geändert, bei der Central Line von Orange zu Rot und bei der Bakerloo Line von Rot zu Braun.
Im Laufe der Jahre wurden auch verschiedene andere Nicht-London-Underground-Linien hinzugefügt, als erstes in den 1940er Jahren die Waterloo & City Railway, die heutige Waterloo & City Line, die damals noch in Besitz der Southern Railway (später British Rail) war. Nach Übertragung der Northern City Line Mitte der 1970er Jahre an British Rail, wurde diese und zusätzlich die S-Bahn-ähnliche North London Line auf dem Netzplan abgebildet, letztere wurde jedoch bald wieder entfernt. 1987 kam die Thameslink-Strecke der British Rail und die neugebaute Docklands Light Railway hinzu, 1990 auch wieder die North London Line. 1999 kamen die Ticketzonen hinzu, anfangs noch mit unterschiedlichen Farben, heute mit abwechselnd weißen und grauen Farbtönen. Mit Einführung einer neuen stadteigenen Marke für einige S-Bahnen, London Overground, werden die National-Rail-Strecken dieser Linien ebenfalls (weiterhin) gezeigt, andere Strecken, die nicht auf diese neue Marke übergingen, z. B. die Thameslink sind schon seit 1998 nicht mehr auf dem Plan verzeichnet. 2009 wurden kurzzeitig der Fluss Themse und die Ticketzonen fortgelassen, nach vielen Beschwerden der Öffentlichkeit wurde diese Änderung jedoch schnell rückgängig gemacht. 2012 kamen noch die Emirates Air Line (heute London Cable Car), 2015 die TfL Rail und 2016 die Straßenbahn hinzu. Im Jahr 2022 wurde TfL Rail durch die Eröffnung der Crossrail Stammstrecke zwischen Paddington und Abbey Wood zur Elizabeth line umbenannt.
2001 wurden Becks Leistungen neu anerkannt. Seit 2013 tragen alle Netzpläne den Hinweis „This design is an evolution of the original design conceived in 1931 by Harry Beck“ (deutsch: Dieses Design ist eine Weiterentwicklung des Originaldesigns, das 1931 von Harry Beck entworfen wurde).

## Technische Aspekte
Als Topogramm gibt der Plan nicht die genaue geografische Lage der Strecken wieder, sondern die relativen Positionen der Stationen, der Linien, der Umsteigeverbindungen und der Tarifzonen. Die Gestaltungsprinzipien wurden bei vielen U-Bahn-Liniennetzplänen übernommen, so für die U-Bahnen in Paris, Berlin und Tokio, aber auch bei anderen schematischen Darstellungen.
Die Schrifttype für den Liniennetzplan ist New Johnston, die sich durch das kreisrunde „O“ und die auf der Spitze stehenden Quadrate als Punkte von „i“, „j“, „?“ und „!“ auszeichnet. Im Gegensatz zu vielen anderen Städten ist der Londoner Liniennetzplan hauptsächlich mit blauer Schriftfarbe beschrieben. Die Schrifttype ist Teil der Corporate Designs von Transport for London und kommt bei Schildern, Flyern, Karten, Aushängen und vielem mehr zum Einsatz.

### Linienfarben
Die Linienkennfarben sind auch im Corporate Design festgelegt:
| Linie                             | Offizieller Farbname von Transport for London | Darstellung | Darstellung                              | Darstellung                               | Darstellung                           | Darstellung                                        | Darstellung                    | Darstellung                    | Darstellung                  | Darstellung                 |
| Linie                             | Offizieller Farbname von Transport for London | Hinweise | Hinweise                                 | Hinweise                                  | Hinweise                              | Hinweise                                           | Hinweise                       | Hinweise                       | Hinweise                     | Hinweise                    |
| --------------------------------- | --------------------------------------------- | --- | ---------------------------------------- | ----------------------------------------- | ------------------------------------- | -------------------------------------------------- | ------------------------------ | ------------------------------ | ---------------------------- | --------------------------- |
| Bakerloo                          | Corporate Brown Pantone 470                   | Braun1934–heute | Braun1934–heute                          | Braun1934–heute                           | Braun1934–heute                       | Braun1934–heute                                    | Braun1934–heute                | Braun1934–heute                | Rot1933–1934                 | BraunUERL                   |
| Central                           | Corporate Red Pantone 485                     | Rot1934–heute | Rot1934–heute                            | Rot1934–heute                             | Rot1934–heute                         | Rot1934–heute                                      | Rot1934–heute                  | Rot1934–heute                  | Orange1933–1934              | BlauUERL                    |
| Circle                            | Corporate Yellow Pantone 116                  | Gelb1987–heute | Gelb1987–heute                           | Gelb (schwarzer Rand)1949–1987            | Gelb (schwarzer Rand)1949–1987        | Grün (schwarzer Rand)1948                          |                                |                                |                              |                             |
| Circle                            | Corporate Yellow Pantone 116                  | ursprünglich Teil der Metropolitan und District Lines, wurde bis 1948 nicht dargestellt                                            |                                          |                                           |                                       |                                                    |                                |                                |                              |                             |
| District                          | Corporate Green Pantone 356                   | Grün1933–heute | Grün1933–heute                           | Grün1933–heute                            | Grün1933–heute                        | Grün1933–heute                                     | Grün1933–heute                 | Grün1933–heute                 | Grün1933–heute               | GrünUERL                    |
| East London                       | Underground Orange Pantone 137                | Orange (doppelter Streifen)2010–heute                                                                                              | Orange1990–2010                          | Magenta (doppelter Streifen)1970-ca. 1990 | Magenta1949–1969                      | Grün1937–1948                                      | Grün1937–1948                  | Magenta1934–1937               | Weiß (roter Rand)1933–1934   |                             |
| East London                       | Underground Orange Pantone 137                | Teil der Metropolitan Line bis ca. 1990; Teil der London Overground seit 2010                                                      |                                          |                                           |                                       |                                                    |                                |                                |                              |                             |
| Hammersmith & City                | Underground Pink Pantone 197                  | Pink1988–heute | Pink1988–heute                           | Magenta1949–1988                          | Magenta1949–1988                      | Grün1937–1948                                      | Grün1937–1948                  | Magenta1934–1937               |                              |                             |
| Hammersmith & City                | Underground Pink Pantone 197                  | Teil der Metropolitan Line bis 1988                                                                                                |                                          |                                           |                                       |                                                    |                                |                                |                              |                             |
| Jubilee                           | Corporate Grey Pantone 430                    | Grau1979–heute | Grau1979–heute                           | Grau1979–heute                            |                                       |                                                    |                                |                                |                              |                             |
| Jubilee                           | Corporate Grey Pantone 430                    | eröffnet 1979, Baker Street bis Stanmore ursprünglich Teil der Bakerloo Line                                                       |                                          |                                           |                                       |                                                    |                                |                                |                              |                             |
| Metropolitan                      | Corporate Magenta Pantone 235                 | Magenta1948–heute | Magenta1948–heute                        | Magenta1948–heute                         | Magenta1948–heute                     | Grün1937–1948                                      | Grün1937–1948                  | Magenta1934–1937               |                              | RotUERL                     |
| Metropolitan                      | Corporate Magenta Pantone 235                 | von 1937 bis 1948 mit District Line kombiniert                                                                                     |                                          |                                           |                                       |                                                    |                                |                                |                              |                             |
| Northern                          | Corporate Black Pantone Black                 | Schwarz1933–heute | Schwarz1933–heute                        | Schwarz1933–heute                         | Schwarz1933–heute                     | Schwarz1933–heute                                  | Schwarz1933–heute              | Schwarz1933–heute              | Schwarz1933–heute            | Grau (CCE&H)UERL            |
| Northern City                     | –                                             | Weiß (schwarzer Rand)ca. 1990–1998                                                                                                 | Orange (doppelter Streifen)1985-ca. 1990 | Weiß (schwarzer Rand)1975–1984            | Schwarz (doppelter Streifen)1970–1975 | Schwarz1937–1969                                   | Schwarz1937–1969               | Weiß (schwarzer Rand)1934–1937 | Weiß (Magenta-Rand)1933–1934 | Orange (schwarzer Rand)UERL |
| Northern City                     | –                                             | nicht mehr dargestellt seit 1998; übertragen 1976 an British Rail (heute National Rail)                                            |                                          |                                           |                                       |                                                    |                                |                                |                              |                             |
| Piccadilly                        | Corporate Blue Pantone 072                    | Blau1933–heute | Blau1933–heute                           | Blau1933–heute                            | Blau1933–heute                        | Blau1933–heute                                     | Blau1933–heute                 | Blau1933–heute                 | Blau1933–heute               | Gelb (schwarzer Rand)UERL   |
| Victoria                          | Corporate Light Blue Pantone 299              | Hellblau1968–heute | Hellblau1968–heute                       | Hellblau1968–heute                        |                                       |                                                    |                                |                                |                              |                             |
| Victoria                          | Corporate Light Blue Pantone 299              | eröffnet 1968 |                                          |                                           |                                       |                                                    |                                |                                |                              |                             |
| Waterloo & City                   | Corporate Turquoise Pantone 338               | Türkis1994–heute | Türkis1994–heute                         | Weiß (schwarzer Rand)1949–1994            | Weiß (schwarzer Rand)1949–1994        | Rot (schwarzer Rand)1943–1948                      | Weiß (schwarzer Rand)1938–1941 |                                |                              | dünnes Grau (Main Line)UERL |
| Waterloo & City                   | Corporate Turquoise Pantone 338               | nicht dargestellt vor 1938; Teil von British Rail bis 1994                                                                         |                                          |                                           |                                       |                                                    |                                |                                |                              |                             |
| Docklands Light Railway           | DLR Turquoise Pantone 326                     | Türkis (doppelter Streifen)1993–heute                                                                                              | Blau (doppelter Streifen)1987–1993       |                                           |                                       |                                                    |                                |                                |                              |                             |
| Docklands Light Railway           | DLR Turquoise Pantone 326                     | eröffnet 1987 |                                          |                                           |                                       |                                                    |                                |                                |                              |                             |
| Elizabeth line (ehemals TfL Rail) | Elizabeth line Purple Pantone 266             | Lila (doppelter Streifen)2022–heute                                                                                                | Blau (doppelter Streifen)2015–2022       |                                           |                                       |                                                    |                                |                                |                              |                             |
| Elizabeth line (ehemals TfL Rail) | Elizabeth line Purple Pantone 266             | mit Eröffnung der Core Section Paddington – Abbey Wood 2022                                                                        | vor 2015 Teil von National Rail          |                                           |                                       |                                                    |                                |                                |                              |                             |
| Tramlink (auch London Trams)      | Trams Green Pantone 368                       | Grün (doppelter Streifen)2016–heute                                                                                                |                                          |                                           |                                       |                                                    |                                |                                |                              |                             |
| Tramlink (auch London Trams)      | Trams Green Pantone 368                       | nicht dargestellt vor 2016 |                                          |                                           |                                       |                                                    |                                |                                |                              |                             |
| West London                       | Overground Orange Pantone 158                 | Orange (doppelter Streifen)2010–heute                                                                                              | Weiß (schwarzer Rand)2007–2010           | nicht dargestellt 1943–2007               | nicht dargestellt 1943–2007           | nicht dargestellt 1943–2007                        | Weiß (schwarzer Rand)1938–1941 |                                |                              | dünnes Grau (Main Line)UERL |
| West London                       | Overground Orange Pantone 158                 | heute Teil von London Overground                                                                                                   |                                          |                                           |                                       |                                                    |                                |                                |                              |                             |
| North London                      | Overground Orange Pantone 158                 | Orange (doppelter Streifen)2007–heute                                                                                              | Weiß (schwarzer Rand)ca. 1990–2007       | nicht dargestellt 1985-ca. 1990           | Weiß (schwarzer Rand)1977–1984        |                                                    |                                | dünnes Grau (Main Line)UERL    |                              |                             |
| North London                      | Overground Orange Pantone 158                 | heute Teil von London Overground                                                                                                   |                                          |                                           |                                       |                                                    |                                |                                |                              |                             |
| Watford DC                        | Overground Orange Pantone 158                 | Orange (doppelter Streifen)2007–heute                                                                                              | nicht dargestellt 1985–2007              | Weiß (schwarzer Rand)1984                 | Braun (dreifacher Streifen)1975–1983  | Braun/Schwarz/Braun (dreifacher Streifen)1973–1974 |                                |                                |                              | dünnes Grau (Main Line)UERL |
| Watford DC                        | Overground Orange Pantone 158                 | heute Teil von London Overground; nur Queen’s Park–Watford gezeigt 1973–1984 (Bakerloo-Line-Verlängerung in der Hauptverkehrszeit) |                                          |                                           |                                       |                                                    |                                |                                |                              |                             |
| Gospel Oak– Barking               | Overground Orange Pantone 158                 | Orange (doppelter Streifen)2007–heute                                                                                              |                                          |                                           |                                       |                                                    |                                |                                |                              | dünnes Grau (Main Line)UERL |
| Gospel Oak– Barking               | Overground Orange Pantone 158                 | nicht dargestellt vor 2007 |                                          |                                           |                                       |                                                    |                                |                                |                              |                             |
| Thameslink                        | –                                             | Weiß (schwarzer Rand)ca. 1990–1998                                                                                                 | Orange (doppelter Streifen)1985-ca. 1990 | Weiß (schwarzer Rand)1977–1984            |                                       |                                                    |                                |                                |                              | dünnes Grau (Main Line)UERL |
| Thameslink                        | –                                             | eine National-Rail-Strecke; nicht mehr dargestellt seit 1998                                                                       |                                          |                                           |                                       |                                                    |                                |                                |                              |                             |
| IFS Cloud London Cable Car        | Violett                                       | Rot (dreifacher Streifen)2022–heute                                                                                                | Rot (dreifacher Streifen)2012–2022       |                                           |                                       |                                                    |                                |                                |                              |                             |
| IFS Cloud London Cable Car        | Violett                                       | Sponsorenänderung zu IFS Cloud | eröffnet 2012                            |                                           |                                       |                                                    |                                |                                |                              |                             |

Gestrichelte Linien haben im Laufe der Jahre Strecken mit eingeschränkter Bedienung, in Bau befindliche Strecken oder temporär nicht bediente Strecken gekennzeichnet.

### Stationsmarkierungen
Seit Beginn werden Umsteigestationen zwischen Bahnlinien, mit Unterbrechungen auch zu Eisenbahnen, später British Rail, heute National Rail, durch ein spezielles Stationssymbol kenntlich gemacht:
- Kreis (einer je Linie bzw. Station)
- Kreis (je Station) – experimenteller Plan von 1938
- Raute (eine je Linie) – frühe 1930er Jahre
- Quadrat – Umstieg zu British Railways, 1960–1964
- Kreis mit Punkt – Umstieg zu British Rail, 1964–1970

In aktuellen Plänen werden Stationen, die einen barrierefreien Zugang zum Bahnsteig bzw. zum Zug ermöglichen, mit einem blauen Kreis, darin ein Rollstuhlsymbol, markiert.
An Stationen, die bspw. zurzeit geschlossen sind oder an denen das Fahrplanangebot variiert, werden mit einem roten oder blauen Kreuz gekennzeichnet (der untere Teil des vertikalen Strichs ist länger als die anderen Seiten).
Auf Umsteigemöglichkeiten zu anderen Verkehrsmitteln wird durch Symbole neben dem Stationsnamen hingewiesen:
- Das invertierte Logo der British Rail, ein roter Doppelpfeil auf weißem Untergrund, kennzeichnet seit 1970 die Umsteigemöglichkeiten zur Eisenbahn.
- An den Stationen Heathrow Terminals 2 & 3, Heathrow Terminal 4 und Heathrow Terminal 5 der Piccadilly Line sowie London City Airport der Docklands Light Railway kennzeichnet ein Flugzeugsymbol die Anbindung an die Flughäfen Heathrow und London City.
- An den Stationen in der Nähe eines Anlegers kennzeichnet ein Bootsymbol die Umsteigemöglichkeit zu den London River Services.
- Am Bahnhof London Victoria weist ein Bussymbol auf den Fernbusbahnhof Victoria Coach Station hin.

### Offizielle Varianten des Plans
Anstatt immer mehr Informationen in die Karte zu integrieren, gibt Transport for London mittlerweile verschiedene Plan-Versionen heraus:
- Standard Tube map: farbige Standardversion[22]
- Black-and-white Tube map: Schwarz-weiße Standardversion[23]
- Night Tube map: Nachtnetz[24]
- London’s Rail & Tube services: enthält auch alle National-Rail-Strecken im TfL-Gebiet[25]
- Step-free Tube map: Informationen zu Barrieren[26]
- Walking distance map und Walking steps map: zeigt die Dauer bzw. Schritte zwischen U-Bahn-Stationen in Zentrallondon[27][28]
- Toilet facilities map: WC-Anlagen im U-Bahn-Bereich[29]
- Bikes on trains map: Wann und wo Fahrräder mitgenommen werden können[30]

Die Pläne werden in unterschiedlichen Größen herausgegeben, am gebräuchlichsten ist das Quad-Royal-Format (40 × 50 Inch).